# De blodrøde floder
De blodrøde floder er en fransk film fra 2000, instrueret af Mathieu Kassovitz efter en roman Jean-Christophe Grangé. Et af filmens temaer er eugenik. I Danmark solgte filmen 17.001 billetter. Og samlet i EU solgte filmen 6.525.059 billetter.

## Synopsis
Pierre Niemans (Jean Reno), som er en erfaren parisisk politikommissær, bliver sendt til en lille by i Alperne for, at efterforske et bizart mord. Hans kollega Max Kerkerian (Vincent Cassel) får samtidig til opgave at efterforske en sag i nærheden, der handler om skænding af en piges gravsted. Sagerne viser sig at være forbundne, og et samarbejde opstår de to imellem for, at opklare de bagvedliggende forbrydelser.

## Medvirkende
- Jean Reno som Pierre Niémans
- Vincent Cassel som Max Kerkérian
- Nadia Farès som Fanny Fereira
- Dominique Sanda som Sister Andrée
- Karim Belkhadra som Capitain Dahmane
- Jean-Pierre Cassel som Dr. Bernard Chernezé
- François Levantal som Retskirurg
- Didier Flamand
- Francine Bergé som Skoleinspektør